# لول (اورگن)
لول (به انگلیسی: Lowell) شهری در شهرستان لانه ایالت اورگن است و در سرشماری سال ۲۰۱۱ میلادی، ۱٬۰۴۵ نفر جمعیت داشته که نسبت به سال ۲۰۱۰، ۰ درصد رشد جمعیت داشته‌است.